# Potenz-assoziative Algebra
Eine potenz-assoziative Algebra ist eine Algebra, in welcher die Potenzen eines Elements unabhängig von der Beklammerungsreihenfolge definiert werden können. 

## Definitionen
Für ein Magma {\displaystyle {\mathcal {M}}=(M,\circ )} und jedes {\displaystyle a\in M} definiere man
{\displaystyle a^{1}:=a} sowie {\displaystyle a^{k+1}:=a\circ a^{k}} für jedes {\displaystyle k\in \mathbb {N} }.
Die Verknüpfung {\displaystyle \circ } eines Magmas {\displaystyle (M,\circ )} heißt potenz-assoziativ für ein Element {\displaystyle a\in M}, wenn für alle positiven natürlichen Zahlen {\displaystyle i,j\in \mathbb {N} ^{*}} gilt
{\displaystyle a^{i+j}=a^{i}\circ a^{j}}
Ein Magma {\displaystyle {\mathcal {M}}=(M,\circ )} nennt man potenz-assoziatives Magma, wenn dessen Verknüpfung {\displaystyle \circ } potenz-assoziativ ist für jedes {\displaystyle a\in M}.
Die Algebra {\displaystyle {\mathcal {A}}} heißt potenz-assoziativ (potenz-assoziative Algebra), wenn ihre Multiplikation {\displaystyle \cdot } potenz-assoziativ ist, also {\displaystyle ({\mathcal {A}},\cdot )} ein potenz-assoziatives Magma ist.

## Beispiele

### Potenz-assoziative Magmen
- Jede Halbgruppe ist auch immer ein potenz-assoziatives Magma.
- Für jedes idempotente Element eines Magmas gilt die Potenz-Assoziativität: {\displaystyle a^{i+j}=a=a\circ a=a^{i}\circ a^{j}}.
Entsprechend ist jedes idempotente Magma ein potenz-assoziatives Magma
- Jede alternative und flexible Verknüpfung, die die Moufang-Identitäten erfüllt, ist auch potenz-assoziativ.
Beweis (per vollständiger Induktion):
  - Induktionsanfang {\displaystyle i=1}: {\displaystyle a^{1}\circ a^{j}{\overset {(1)}{=}}a\circ a^{j}{\overset {(1)}{=}}a^{j+1}=a^{1+j}}
  - Induktionsanfang {\displaystyle i=2}: {\displaystyle a^{2}\circ a^{j}{\overset {(1)}{=}}(a\circ a)\circ a^{j}{\overset {(2)}{=}}a\circ (a\circ a^{j}){\overset {(1)}{=}}a\circ a^{1+j}{\overset {(1)}{=}}a^{2+j}}
  - Induktionsschritt {\displaystyle i\longrightarrow i+1} für {\displaystyle i\geq 2}:
{\displaystyle a^{i+1}\circ a^{j}{\overset {(1)}{=}}(a\circ a^{i})\circ a^{j}{\overset {(1)}{=}}(a\circ (a\circ a^{i-1}))\circ a^{j}}
{\displaystyle {\overset {(3)}{=}}(a\circ (a^{i-1}\circ a))\circ a^{j}}
{\displaystyle {\overset {(4)}{=}}a\circ (a^{i-1}\circ (a\circ a^{j}))}
{\displaystyle {\overset {(1)}{=}}a\circ (a^{i-1}\circ a^{j+1})}
{\displaystyle {\overset {(5)}{=}}a\circ a^{(i-1)+(j+1)}=a\circ a^{i+j}{\overset {(1)}{=}}a^{(i+j)+1}=a^{(i+1)+j}}

(1) Definition {\displaystyle a^{n}}
(2) (Links-)Alternativität von {\displaystyle \circ }
(3) Flexibilität (und der daraus folgenden {\displaystyle i}-Potenz-Assoziativität, siehe unten) von {\displaystyle \circ }
(4) Moufang-Identität für {\displaystyle \circ }
(5) Induktionsvoraussetzung
- Für die Multiplikation einer Algebra reicht hierfür bereits die Alternativität aus, siehe unten!
- Für Spezialfälle reichen weniger Voraussetzungen aus. So folgt {\displaystyle a^{3+2}=a^{3}a^{2}} bereist aus der Alternativität:
{\displaystyle a^{3+2}=a^{5}{\overset {(1)}{=}}a(a(a(aa))){\overset {(2)}{=}}a((aa)(aa)){\overset {(3)}{=}}(a(aa))(aa){\overset {(1)}{=}}a^{3}a^{2}}
1: Definition {\displaystyle a^{n}}
2: Linksalternativität
3: Rechtsalternativität

### Potenz-assoziative Algebren
- Alle assoziativen Algebren sind potenz-assoziativ.

- Alle alternativen Algebren sind potenz-assoziativ.
  - In einer Algebra folgt aus der Alternativität die Flexibilität der Multiplikation, und außerdem die Erfüllung der Moufang-Identitäten (siehe auch Eigenschaften von Alternativkörpern)!

- Alle {\displaystyle K}-Algebren {\displaystyle {\mathcal {A}}}, in denen es zu jedem {\displaystyle a\in {\mathcal {A}}} ein {\displaystyle c_{a}\in K} gibt mit {\displaystyle a\cdot a=c_{a}\cdot a}, sind potenz-assoziativ. 
  - Hierzu gehört beispielsweise {\displaystyle \mathbb {R} ^{3}}, ausgestattet mit dem Kreuzprodukt, da {\displaystyle a\times a=0} für alle {\displaystyle a\in \mathbb {R} ^{3}}.
- Die Algebra der Sedenionen ist ebenfalls eine potenz-assoziative Algebra.

## Weitere Abschwächungen der Potenz-Assoziativität
Die Verknüpfung {\displaystyle \circ } eines Magmas {\displaystyle (M,\circ )} heißt {\displaystyle i}-potenz-assoziativ für ein Element {\displaystyle a\in M}, wenn für die positive natürliche Zahl {\displaystyle i\in \mathbb {N} ^{*}} gilt:
{\displaystyle a^{i}\circ a=a\circ a^{i}}
Ein Magma, dessen Verknüpfung {\displaystyle i}-potenz-assoziativ ist, kann man somit auch als ein {\displaystyle i}-potenz-assoziatives Magma bezeichnen. 
Ein potenz-assoziatives Magma ist auch immer ein {\displaystyle i}-potenz-assoziatives Magma, denn es gilt:
{\displaystyle a\circ a^{i}{\overset {(1)}{=}}a^{i+1}{\overset {(2)}{=}}a^{i}\circ a^{1}{\overset {(1)}{=}}a^{i}\circ a}
1: Definition {\displaystyle a^{n}}
2: Potenz-Assoziativität von {\displaystyle \circ }
Ein flexibles Magma (und erst recht jede Halbgruppe) ist auch immer ein {\displaystyle i}-potenz-assoziatives Magma, denn es gilt (per vollständiger Induktion):
- Induktionsanfang {\displaystyle i=1} (nur mit Definition {\displaystyle a^{n}}): {\displaystyle a^{1}\circ a=a\circ a=a\circ a^{1}}
- Induktionsschritt {\displaystyle i\longrightarrow i+1}: {\displaystyle a^{i+1}\circ a{\overset {(1)}{=}}(a\circ a^{i})\circ a{\overset {(2)}{=}}a\circ (a^{i}\circ a){\overset {(3)}{=}}a\circ (a\circ a^{i}){\overset {(1)}{=}}a\circ a^{i+1}}

1: Definition {\displaystyle a^{n}}
2: Flexibilität von {\displaystyle \circ }
3: Induktionsvoraussetzung
Die Verknüpfung {\displaystyle \circ } eines Magmas {\displaystyle (M,\circ )} heißt idemassoziativ (in Anlehnung an idempotent) für ein Element {\displaystyle a\in M}, wenn gilt
{\displaystyle a\circ (a\circ a)=(a\circ a)\circ a}.
Ein Magma, dessen Verknüpfung idemassoziativ ist, kann man somit auch als ein idemassoziatives Magma bezeichnen. 
Ein {\displaystyle i}-potenz-assoziatives Magma ist auch immer ein idemassoziatives Magma (mit {\displaystyle i=2}).

### Beispiele
1. Das Magma mit der folgenden Verknüpfungstafel ist idemassoziativ, aber weder {\displaystyle i}-potenz-assoziativ (und somit auch nicht potenz-assoziativ) noch flexibel noch alternativ:
| {\displaystyle \circ } | 0 | 1 | 2 |
| ---------------------- | - | - | - |
| 0                      | 2 | 1 | 2 |
| 1                      | 2 | 2 | 0 |
| 2                      | 2 | 0 | 0 |

- nicht linksalternativ wegen {\displaystyle 0\circ (0\circ 1)=0\circ 1=1\neq 0=2\circ 1=(0\circ 0)\circ 1}
- nicht rechtsalternativ wegen {\displaystyle 0\circ (2\circ 2)=0\circ 0=2\neq 0=2\circ 2=(0\circ 2)\circ 2}
- nicht flexibel wegen {\displaystyle 1\circ (0\circ 1)=2\neq 0=(1\circ 0)\circ 1}
- nicht potenz-assoziativ wegen {\displaystyle 0^{2+2}=0^{4}=0\circ (0\circ (0\circ 0)=2\neq 0=(0\circ 0)\circ (0\circ 0)=0^{2}\circ 0^{2}}
- nicht {\displaystyle i}-potenz-assoziativ für {\displaystyle i\geq 3} wegen {\displaystyle 1\circ 1^{3}=1\circ (1\circ (1\circ 1))=2\neq 1=(1\circ (1\circ 1))\circ 1=1^{3}\circ 1}
- idemassoziativ wegen
  - {\displaystyle 0\circ (0\circ 0)=2=(0\circ 0)\circ 0}
  - {\displaystyle 1\circ (1\circ 1)=0=(1\circ 1)\circ 1}
  - {\displaystyle 2\circ (2\circ 2)=2=(2\circ 2)\circ 2}

2. Das Magma mit der folgenden Verknüpfungstafel ist potenz-assoziativ (und somit auch {\displaystyle i}-potenz-assoziativ und idemassoziativ), aber weder flexibel noch alternativ:
| {\displaystyle \circ } | 0 | 1 | 2 |
| ---------------------- | - | - | - |
| 0                      | 0 | 0 | 0 |
| 1                      | 0 | 0 | 2 |
| 2                      | 0 | 0 | 2 |

- nicht alternativ wegen {\displaystyle 1\circ (1\circ 2)=2\neq 0=(1\circ 1)\circ 2}
- nicht flexibel wegen {\displaystyle 2\circ (1\circ 2)=2\neq 0=(2\circ 1)\circ 2}
- potenz-assoziativ wegen
  - {\displaystyle 0^{i+j}=0=0\circ 0=0^{i}\circ 0^{j}}
  - {\displaystyle 1^{i+j}=0=0\circ 0=1^{i}\circ 1^{j}}
  - {\displaystyle 2^{i+j}=2=2\circ 2=2^{i}\circ 2^{j}}

3. Das Potenzieren ist nicht idemassoziativ (und somit auch weder {\displaystyle i}-potenz-assoziativ noch potenz-assoziativ), denn es gilt zum Beispiel:
{\displaystyle \left(3^{3}\right)^{3}=27^{3}=19683\neq 7625597484987=3^{27}=3^{\left(3^{3}\right)}}.